# Церковь Святого Мартина (Уэйтзи)
Церковь Святого Мартина (англ. St Martin's Church) — англиканская церковь, расположенная в поселении Уэйтзи, графство Линкольншир, Англия. Строение управляется Комиссией по историческим зданиям и памятникам Англии и находится под охраной Треста по сохранению церквей.

## История
Церковь была построена в X веке, дополнительные изменения в ней проводились в XI и XIII веках. В 1861 году в церкви были проведены реставрационный работы, которыми руководил архитектор Джеймс Фаулер. К началу 2000-х сооружение пришло в упадок: колокольня обветшала, помещения церкви были завалены мусором и гуано. Трест по сохранению церквей выделил 350 000 фунтов на ремонтные работы, которые начались в октябре 2005 года.

## Архитектура

### Экстерьер
Башня церкви построена в стиле англосаксонской архитектуры, в XIX веке она была переделана в стиле ранней английской готики. Церковь построена из местного известняка, крыша изготовлена из смеси керамической черепицы и уэльского шифера. Сама церковь состоит из двух травеев нефа, небольшого южного трансепта, и центральной башни на пересечении нефа и алтаря. Сам алтарь выполнен в форме апсида. Башня имеет три уровня с простым парапетом. В северной стене имеется пиковое окно, западная стена содержит четыре стрельчатых окна. В южной стене располагается вход.

### Интерьер
Неф состоит из двух травеев. Стены проходов и неф отделаны полосами красного кирпича и тесаного камня. Вершины стен отделаны плитками, содержащих тексты. В южной стене башни установлена мраморная доска с упоминанием реставрации 1861 года. Под алтарём расположен мавзолей семьи Хейг.